# ギョウチュウ
ギョウチュウ（蟯虫、英語: Pinworm、学名：Oxyuridae）とは、線形動物門双腺綱旋尾線虫亜綱蟯虫目蟯虫科に属するものの多細胞生物の総称であり、動物に寄生する寄生虫である。特にヒトに寄生する ヒトギョウチュウ Enterobius vermicularis を言うことが多いものの、ウマギョウチュウ Oxyuris equi 、ネズミギョウチュウ Syphacia muris、ネズミ盲腸ギョウチュウ Syphacia obvelata、Aspiculuris tetraptera なども存在する。

## 主な属、種
- Enterobius 属
  - Enterobius anthropopitheci (Gedoelst 1916) チンパンジー蟯虫
  - Enterobius vermicularis (Linnaeus, 1758) Leach, 1853 ヒト蟯虫
- Passalurus 属
  - Passalurus ambiguus (Rudolphi, 1819) Dujardin, 1845 ウサギ蟯虫
- Syphacia 属
  - Syphacia emileromani Chabaud, Rausch et Dessert, 1963 ヒメネズミ蟯虫
  - Syphacia frederici Roman, 1945 アカネズミ蟯虫
  - Syphacia mesocriceti Quentin, 1971 ハムスター蟯虫
  - Syphacia montana Yamaguti, 1943 ハタネズミ蟯虫
  - Syphacia muris (Yamaguti, 1935) Yamaguti, 1941 ネズミ蟯虫
  - Syphacia obvelata (Rudolphi, 1802) Seurat, 1916 ネズミ盲腸蟯虫
  - Syphacia ohtaorum Hasegawa, 1991 オキナワハツカネズミ蟯虫
  - Syphacia petrusewiczi Bernard, 1966 ミカドネズミ蟯虫
  - Syphacia vandenbrueli Bernard, 1961	 カヤネズミ蟯虫
- Sypharista 属
  - Sypharista kamegaii Quentin, 1971 ムササビ蟯虫
- Oxyuris 属
  - Oxyuris equi Schrank 1788 馬蟯虫

## ヒトギョウチュウの特徴

ヒトギョウチュウの生活環。

ヒトギョウチュウ(Enterobius vermicularis)の体長はメスの方が大きく、オスで2 mmから5 mm程度なのに対し、メスの場合は8 mmから13 mmに達する。なお、外見は乳白色でちりめんじゃこ状の形をしている。虫卵は卵型で直径40μm程度であり、通常の室内環境で数週間生存し感染性を持つ。ヒトに寄生する時は、主に盲腸に寄生する。しかし、産卵時は移動し、肛門括約筋が弛緩する睡眠中に肛門の周辺で産卵を行う。このときギョウチュウの活動や、産卵の際に分泌する粘着性物質によってかゆみが発生するため（無意識下で）掻き毟ることが多々あり、手などに付着した虫卵が撒き散らされることによって感染源や自己再感染の原因となる。虫卵はヒトが摂取すると十二指腸で孵化し、盲腸で数週間ののち成虫となる。先進国においては乳児・児童とその親に感染者が多く、感染率は10 - 20 %程度とされている。
比較として、カイチュウ等は一旦土壌に出てから感染が行なわれるため、糞尿が野外に出る事がない現在においては感染経路が保持できず、感染率が激減している。
しかしギョウチュウは、このように直接にヒトからヒトに伝播することが可能であるため、現在においても広く寄生が見られる。

### 感染時の症状と問題
仮にヒトがヒトギョウチュウに寄生されたところで、そのヒトが特段に栄養状態の悪い環境に置かれていなければ、腸内でギョウチュウに食物を横取りされることなどによって起こり得る栄養障害については、問題になることは無い。しかしながら、ヒトの睡眠中にギョウチュウが行う産卵などの活動に伴って、かゆみが発生し、これによってヒトに睡眠障害が誘発され得る。睡眠障害の結果として、日中の眠気や、落ち着きが無く短気になるなど、精神症状の原因となる場合があることが問題視されている。また、かゆみのために、ほぼ無意識に肛門周辺を掻いた跡が炎症を起こしたり、解剖学的に汚れやすい場所であることから、掻いた跡が細菌などの感染を受ける場合がある。
ところが、同じヒトギョウチュウ(Enterobius vermicularis)がチンパンジーに寄生した場合は状況が大きく変わる。ヒトへの感染例とは対照的に、チンパンジーには移行症による著しい障害が発生して、死亡に至る例もあることが知られている。

### ぎょう虫卵検査

#### 検査法

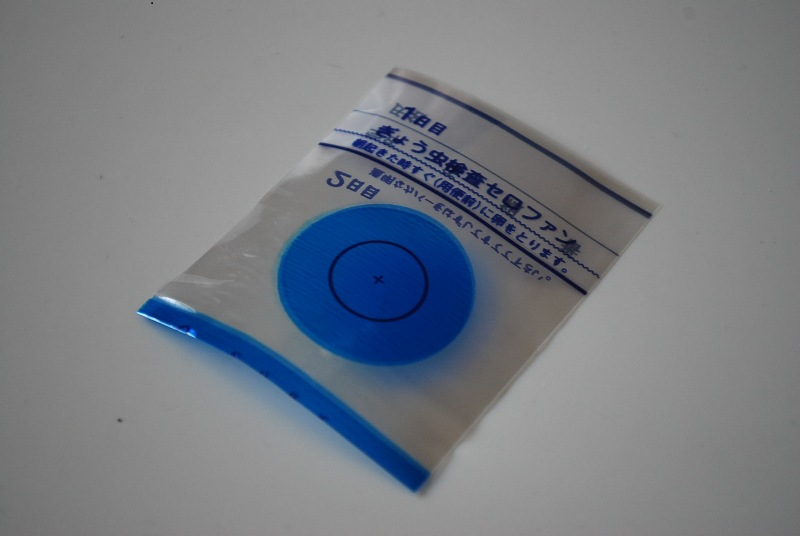
ぎょう虫検査セロファン。朝起きた際に肛門に押し当てる。

ヒトギョウチュウの卵の有無を調べる場合、母虫の産卵習性から糞便を検査試料とする方法（検便）では検出率が極めて低い。そこで検査法としてNIH法やセロファンテープ（ピンテープ）法が開発された。
NIH Cellophane Swab法
アメリカ国立衛生研究所（NIH）で1937年に開発された検査法で、ガラス棒の一端を綿で包み、その上からセロファンで被覆したもので肛門周辺をふき取り、これを検査試料として鏡検する。
セロファンテープ（ピンテープ）法
1941年に開発された検査法で、起床直後に肛門の周囲にセロファンを基材とする粘着テープを押し付け、これを検査試料として鏡検する。

#### 米国における状況
アメリカ合衆国ではぎょう虫症は寄生虫による病気の中で最も多く、約4000万人が感染していると推計されている。保育園や幼稚園の園児や小学校の学童などに多く、その兄弟姉妹や母親が感染していることも多い。

#### 日本における状況
日本では、昭和33年（1958年）から、小学3年生以下の児童にギョウチュウなどの寄生虫卵検査が義務付けられていたが、衛生環境の改善に伴い、九州の一部地域を除いて、平成27年度（2015年度）で廃止された。
また日本の学校では、他の児童へのギョウチュウ寄生拡大防止のために、プールでの水泳の授業を実施していても、この検査でギョウチュウが寄生していたことが判明すると、その児童をプール授業には参加させないという措置を取ってきたが、それもこの検査の廃止によって行われなくなった。
文部科学省によると、小学生の寄生虫卵保有は、祖父母世代（昭和33年度／1958年度）が29.2 %、父母世代（昭和58年度／1983年度）が3.2 %、子世代（平成25年度／2013年度）は0.2 %となっている。

### 治療
ヒトにおけるヒトギョウチュウ症の治療は、ヒトギョウチュウを腸内から駆除（つまり駆虫）する方法が取られる。駆虫には、駆虫剤と呼ばれる薬剤が使用される。ギョウチュウに対しては、いずれも経口投与で、日本国内ではピランテルパモ酸塩（Pyrantel pamoate）が保険適用となっている(妊婦には有益性投与の能書記載あり)。他にはメベンダゾール（Mebendazole、日本国内では能書上催奇性のため妊婦禁忌の記載あり、保険適用外投与）やパモ酸ピルビニウム（Pyrvinium pamoate）が用いられる。
なお、いずれの薬剤も副作用が発生して、ヒトに問題を起こす場合もあるので、その際は適切な処置が必要となる。また、この駆虫薬を用いる方法では虫卵を殺すことができないため、適切な期間を置いて反復して服用すると同時に、室内に残っている生きた虫卵が再感染することを防ぐ措置を講ずる必要もある。室内などに残っている虫卵の駆除法としては、掃除機による清掃、日光照射といった方法が適切だとされている。虫卵が清掃作業後の手に付着している可能性もあるので、清掃作業後は手洗いも必ずする。